# Lauder de Canejan
Lauder de Canejan és un safareig de Canejan (Vall d'Aran) protegit com a Bé Cultural d'Interès Local.

## Descripció
No hi ha cap referència cronològica que indiqui el moment de la seva construcció.
El lauder de Canejan és situat fora del poble, al final del carrer Era Cau. La comada es troba a pocs metres del lauder.
Es tracta d'un petit edifici de planta rectangular amb ràfec a una pala i obert a migdia.
La *cubeta del lauder ocupa tota la planta, deixant un corredor que permet rentar pels tres costats. Pren l'aigua d'una petita font d'aigua situada a la dreta de l'edifici.